# Aspalathus monosperma
Aspalathus monosperma är en ärtväxtart som först beskrevs av Dc., och fick sitt nu gällande namn av Rolf Martin Theodor Dahlgren. Aspalathus monosperma ingår i släktet Aspalathus och familjen ärtväxter. Inga underarter finns listade i Catalogue of Life.